# アマラーヴァティー
アマラーヴァティー（テルグ語：అమరావతి Amarāvati、ヒンディー語：अमरावती Amarāvatī、英語：Amaravati）は、インドのアーンドラ・プラデーシュ州、グントゥール県の行政区域。クリシュナ川を挟んで人口約160万人のヴィジャヤワーダが隣接しており、計画都市として同州の新たな州都が整備される予定。

## 発音
連邦公用語のヒンディー語では語尾がアマラーヴァティー（Amarāvatī）と長母音になるが、現地のテルグ語では語尾がアマラーヴァティ（Amarāvati）と短母音になる。

## 歴史
サータヴァーハナ朝が中心領域をアーンドラ地方に移したことにより、アマラーヴァティー周辺は仏教文化が栄え、この地はその中心となった。この地域には今でも年に一度盛大な仏教祭典が執り行われ、数年に一度はチベット仏教の最高指導者ダライ・ラマも訪れる。
2014年、アーンドラ・プラデーシュ州からテランガーナ州が独立することにより、アマラーヴァティーが将来的なアーンドラ・プラデーシュ州の州都に定められた。